# Letterbox Art
Le Letterbox Art désigne la création artistique autour de l'univers des boîtes aux lettres.

## Définition

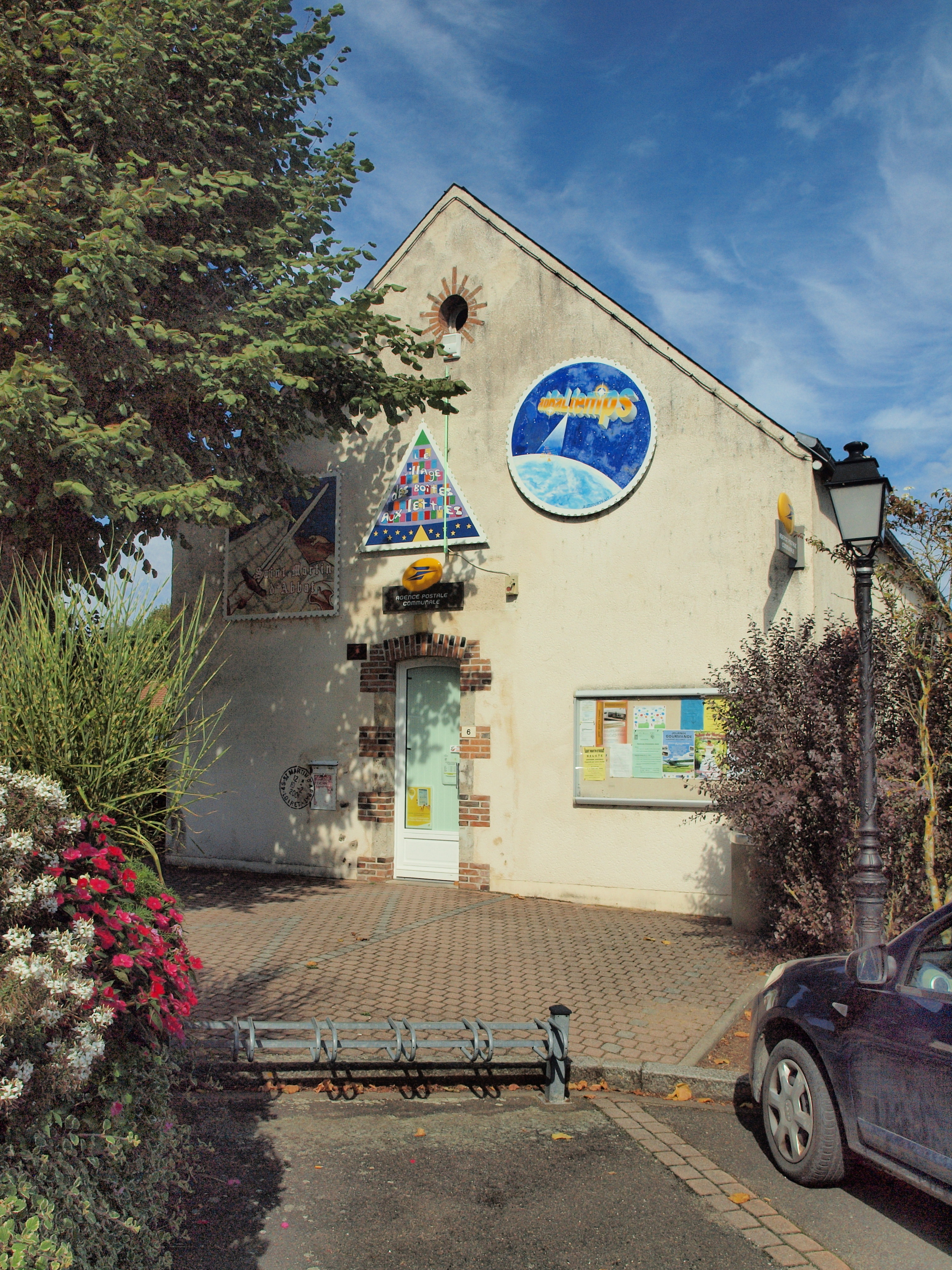
Pignon de l'Agence Postale communale du village des boîtes aux lettres. Trois timbres représentant le passé, le présent et le futur de Saint-Martin-d'Abbat ont été peints en 2001 par les artistes. (Photo F. Goglins 2016)

Le Letterbox Art, terme pouvant être utilisé internationalement, est un concept d'art populaire global s'inspirant ou détournant les objets postaux.

## Thèmes
Le terme Letterbox Art s'applique à la personnalisation des boîtes aux lettres et des courriers. 

### Boîte aux lettres
- Personnalisation des boîtes aux lettres des particuliers
- Expositions des boîtes aux lettres personnalisées. Exemples: exposition “La Vie des boîtes” Florent Chopin et le village des boîtes aux lettres au Palais Idéal du Facteur Cheval (2016-2017) [2]. Autre exemple : exposition de 45 boîtes aux lettres personnalisées au Salon Vive la Maison Porte de Versailles à Paris (1999[3].
- Décoration des boîtes aux lettres officielles de la Poste ; Exemple: œuvres de l'artiste C215.

### Courrier
- Personnalisation de timbre. Exemples: artistamp (timbre d'artiste), timbre personnalisable par la Poste (site Mon timbre à moi)
- Personnalisation d'enveloppe : mail-art[4]
- Production écrite sur les boîtes aux lettres, les facteurs... (ex: lettre, poème, histoire)

### Facteur
- Représentation de facteurs. Exemple: exposition Facteurs factices à l'Adresse musée de La Poste en 2011[5],[6]

## Formes
Le Letterbox Art s'applique à toutes les formes d'art : écrit, audio, en volume...